# Голованівська селищна територіальна громада
Голованівська селищна громада — територіальна громада в Україні, в Голованівському районі Кіровоградської області. Адміністративний центр — селище Голованівськ.
Площа громади — 663,3 км², населення — 16 479 мешканців (2020).

## Населені пункти
У складі громади 3 селища (Голованівськ, ст. Голованівськ, Ємилівка) і 29 сіл:
- Вербове
- Грузьке
- Ємилівка
- Журавлинка
- Зелена Балка
- Клинове
- Ковалівка
- Костянтинівка
- Красногірка
- Краснопілля
- Манжурка
- Маринопіль
- Мар'янівка
- Матвіївка
- Межирічка
- Молдовка
- Надеждівка
- Наливайка
- Новоголованівськ
- Новосілка
- Олександрівка
- Олексіївка
- Роздол
- Розкішне
- Свірневе
- Троянка
- Цвіткове
- Шепилове
- Ясне